# Llarvén
Llarvén, sovint grafiat Llarvent, és un poble del terme municipal de Sort, a la comarca del Pallars Sobirà. Fins al 1976 formà part del terme d'Enviny.
Llarvén és al nord-oest del seu actual cap municipal, Sort, enfilat a les muntanyes que tanquen per la dreta la vall de la Noguera Pallaresa. Està situat en una carena a la dreta de la Llau del Carant i a l'esquerra del Barranc de Montardit.
A més de l'església de Santa Coloma, en els entorns del poble hi ha la capella del Roser i, davant del poble, a migdia, el mas, borda i antiga església de la Santa Creu.

## Etimologia
Segons Joan Coromines, hem de veure una arrel basca, en el nom de Larén i Llarvén, possiblement la de ler (pi).

## Geografia

### El poble de Llarvén
Situat en un coster carener entre dos barrancs, el petit poble de Llarvén està disposat de dalt a baix de la carena, amb l'església de Santa Coloma en el seu extrem meridional, inferior. Casa Forn, Casa Llarg, Casa Blanco i l'ermita del Roser són més avall i al sud.

## Cases del poble[2]
A part de l'església de Santa Coloma, el poble compta amb 10 cases:
| - Casa Forn - Casa Giró - Casa Llarg | - Casa Joanmartí - Casa Marietó | - Casa Pauleta - la Rectoria | - Casa Sabarters |

- Casa Blanco
- Casa Cristí

## Història

### Edat moderna
En el fogatge del 1553, Larvent declara 6 focs laics (uns 30 habitants).

### Edat contemporània
Pascual Madoz dedica un article del seu Diccionario geográfico... a Llarvén (Llarvent). S'hi pot llegir que és una localitat que forma ajuntament amb Enviny, i està situada en el vessant d'una muntanya a la dreta de la Noguera Pallaresa, en un lloc exposat a tots els vents, especialment els del nord i del sud. Disposa d'un clima temperat, propens a les inflamacions i pulmonies. Al seu voltant es troben diverses fonts calcinoses, i el territori és muntanyós i de qualitats molt diverses. S'hi produïa blat, sègol, ordi, moltes nous i fruites d'hivern. L'única indùstria era la recria de mules, i s'hi mantenia el bestiar vacum necessari per al treball agrícola. Formaven la població 6 veïns (caps de casa) i 37 ànimes (habitants).

### Història no documentada
Sense que hi hagi documentació sobre el tema, en un indret davant mateix del poble, a la Foranca, hi havia una mica de carbó que es va ensorrar; amb el moviment de terres, el curs del barranc va canviar sobtadament, i el barranc es va endur o va fer caure una part del poble. La part baixa, amb les cases Forn, Llarg, Blanco, Cristí, del Senyor, així com la capella del Roser, va subsistir, mentre que la part alta va desaparèixer. Les cases ensorrades foren refetes en un altre indret, a la part baixa, en terres dels mateixos afectats. Tampoc no es pot precisar en quina època va esdevenir aquest fet, ni si realment és cert.

## Demografia[5]
| 1857 | 1888 | 1900 | 1910 | 1920 | 1930 | 1940 | 1950 | 1960 | 1970 | 1981 | 1991 | 2000 | 2002 | 2004 | 2006 | 2008 | 2010 | 2011 |
| ---- | ---- | ---- | ---- | ---- | ---- | ---- | ---- | ---- | ---- | ---- | ---- | ---- | ---- | ---- | ---- | ---- | ---- | ---- |
| 85   | 79   | 85   | 70   | 66   | 76   | 64   | 60   | 41   | 30   | 14   | 7    | 14   | 13   | 13   | 13   | 15   | 14   | 14   |